# Speed Demos Archive
Speed Demos Archive (förkortat till SDA) är en webbplats med inriktning på speedruns, som startades april 1998 av Nolan "Radix" Pflug. Webbplatsens syfte är att fungera som ett arkiv över de speedruns som har genomförts på kortast möjliga tid.
Speed Demos Archive har arrangerat flera speedrun-orienterade evenemang i syfte att samla in pengar till välgörenhet, bl.a. Awesome Games Done Quick och Summer Games Done Quick. Dessa evenemang har sammanlagt samlat ihop över 26 miljoner amerikanska dollar.